# راديك بيبل
راديك بيبل (بالتشيكية: Radek Bejbl)‏، من مواليد 29 أغسطس 1972 في نيمبورك، لاعب كرة قدم تشيكي.
بدأ مسيرته الكروية في عام 1990 مع نادي سلافيا براها، ولعب معهم حتى عام 1996، وفي عام 1996 انتقل إلى نادي أتلتيكو مدريد، ولعب معهم حتى عام 2000، وفي عام 2000 انتقل إلى نادي لنس الفرنسي، ولعب معهم حتى عام 2002، وفي عام 2002 انتقل إلى نادي سلافيا براها، ولعب معهم حتى عام 2005، ومنذ عام 2005 وهو يلعب مع نادي رابيد فيين.

## روابط خارجية
- راديك بيبل على موقع الاتحاد الدولي (مؤرشف)  (الإنجليزية)
- راديك بيبل على موقع الاتحاد الأوربي (الإنجليزية)
- راديك بيبل على موقع الاتحاد التشيكي (الإنجليزية)
- راديك بيبل على موقع قاعدة بيانات كرة القدم.إي يو (الإنجليزية)
- راديك بيبل على موقع ناشيونال فوتبول تيمز (الإنجليزية)
- راديك بيبل على موقع عالم كرة القدم.نت (الإنجليزية)